# Humán 7-es kromoszóma
- A 7-es kromoszóma egy a 24-féle humán kromoszóma közül. Egyike a 22 autoszómának.

## A 7-es kromoszóma jellegzetességei
- Bázispárok száma: 158 628 139
- Gének száma: 1 116
- Ismert funkciójú gének száma: 916
- Pszeudogének száma: 454
- SNP-k (single nucleotide polymorphism = egyszerű nukleotid polimorfizmus) száma: 489 908

## A 7-es kromoszómához kapcsolódó betegségek
Az O.M.I.M rövidítés az Online Mendelian Inheritance in Man, azaz Mendeli öröklődés emberben adatbázis oldalt jelöli, ahol további információ található az adott betegségről, génről.

| Patológia                                    | Öröklődés | O.M.I.M | Lokusz  | Gén                        | A gén által kódolt fehérje |
| -------------------------------------------- | --------- | ------- | ------- | -------------------------- | -------------------------- |
| Microlissencephalia                          |           |         |         |                            |                            |
| Mukoviszcidózis                              |           |         |         |                            |                            |
| Osteogenezis imperfecta                      |           |         |         |                            |                            |
| Greig-szindróma                              |           |         |         |                            |                            |
| Pallister-Hall-szindróma                     |           |         |         |                            |                            |
| Romano-Ward-szindróma                        |           |         |         |                            |                            |
| Silver-Russel-szindróma                      |           |         |         |                            |                            |
| Williams-szindróma                           |           |         |         |                            |                            |
| Charcot-Marie-Tooth betegség 2D típus        |           |         | p15     | GARS                       |                            |
| Charcot-Marie-Tooth betegség 2F típus        |           |         | q       | HSPB1                      |                            |
| Holoproencephalia                            |           |         |         | SHH                        |                            |
| Dystrophie musculaire des ceintures 1D típus | Domináns  | 603511  |         |                            |                            |
| Surdité non syndromique                      | Domináns  |         |         |                            |                            |
| Juharszirup betegség                         | Domináns  | 248600  | q31-q32 | DLD, LAD, PHE3 OMIM 246900 |                            |
|                                              |           |         |         |                            |                            |
|                                              |           |         |         |                            |                            |
|                                              |           |         |         |                            |                            |
|                                              |           |         |         |                            |                            |
|                                              |           |         |         |                            |                            |
|                                              |           |         |         |                            |                            |
|                                              |           |         |         |                            |                            |
|                                              |           |         |         |                            |                            |
|                                              |           |         |         |                            |                            |
|                                              |           |         |         |                            |                            |

## Lásd még
- Kromoszóma
- Genetikai betegség
- Genetikai betegségek listája